# Кнежя Вас
Кнежя Вас (словен. Knežja vas) — поселення в общині Требнє, регіон Південно-Східна Словенія, Словенія.